# Biłka Górna
Biłka Górna, Biłka Szlachecka (ukr. Верхня Білка, Werchnia Biłka) – wieś na Ukrainie w rejonie lwowskim, w obwodzie lwowskim, położona ok. 19 km na wschód od centrum Lwowa nad rzeczką Białką.
W okresie II Rzeczypospolitej w gminie Biłka Szlachecka w powiecie lwowskim ziemskim w województwie lwowskim.

## Historia
Pierwsza wzmianka o miejscowości w 1400 roku, położonej na trakcie gliniańskim z lwowskiego Łyczakowa do Glinian. Pierwsi właściciele to ród Włodków z Mazowsza herbu Sulima, w 1441 powstał tu pierwszy kościół spalony przez Tatarów. W 1546 r. wzniesiono kolejny kościół, murowany, pw. św. Wojciecha. W 1620 miejscowość zniszczona przez najazd turecko-tatarski, w 1627 opustoszałą wieś ponownie spustoszyli Turcy, biorąc ludność w jasyr, a kościół przekształcili w stajnie. Po I rozbiorze Rzeczypospolitej w zaborze austriackim w składzie Galicji.
W 1883 roku odsłonięto tu pomnik Jana III Sobieskiego, który stał na wprost kościoła. W okresie walk polsko-ukraińskich i wycofywania się wojsk Zachodnioukraińskiej Republiki Ludowej spod Lwowa w 1918 roku, Ukraińcy podpalili wieś i zamordowali 28 jej polskich mieszkańców. Miejscowy proboszcz rzymskokatolicki, ksiądz Adam Hentschel, został schwytany i zamordowany w Kurowicach 29 grudnia. Następnie Ukraińcy podrzucili ciało ks. Hentschela do Biłki. W 1938 roku, w dwudziestą rocznicę tych wydarzeń, stanął tu pomnik upamiętniający zamordowanych biłczan z listą zabitych i orłem, zburzony przez żołnierzy Armii Czerwonej w 1939.
W sierpniu 1920 o Biłkę Szlachecką toczyły się walki polskiego 44 pułku piechoty Strzelców Kresowych ppłk. Antoniego Szyllinga z oddziałami sowieckiej 6 Dywizji Kawalerii.
W okresie II Rzeczypospolitej wieś zamieszkana była niemal wyłącznie przez Polaków. W roku 1939 w Biłce rozbrojono kilka z oddziałów polskich. Od 1940 proboszczem tutejszej parafii był ks. Wincenty Urban, późniejszy biskup pomocniczy Wrocławia. W czasie okupacji sowieckiej w miejscowym klasztorze urządzono dom dziecka dla polskich dzieci ze Lwowa, Sowieci przy okazji zlikwidowali klasztor. Po wkroczeniu Niemców po ataku na ZSRR dzieci zostały częściowo przygarnięte przez mieszkańców wsi, częściowo wróciły do Lwowa.
W latach 1943–1945 nacjonaliści ukraińscy z OUN-UPA oraz Ukraińskiej Policji Pomocniczej zamordowali tutaj w różnych okolicznościach 30 Polaków.
W czasie okupacji niemieckiej polska mieszkanka wsi Maria Paczkowska udzielała schronienia Żydom, których Armia Krajowa ewakuowała do Biłki z Hanaczowa. W 2001 roku Instytut Jad Waszem uhonorował ją za to tytułem Sprawiedliwej wśród Narodów Świata.
W 1944 miejscowość znalazła się w Ukraińskiej SRR w ramach ZSRR, a polska ludność została przymusowo przesiedlona – głównie do województwa opolskiego. Od roku 1991 w niepodległej Ukrainie, wieś zamieszkują Ukraińcy przesiedleni z dawnych terenów polskich.
Obraz Matki Bożej z kościoła w Biłce Szlacheckiej został umieszczony w kościele w Grodźcu.
W 2009 roku Stowarzyszenie Nasz Grodziec odnowiło pomnik nagrobny księdza Adama Hentschela. W 2010 odnowiono następne pomniki. Ostatnie prace prowadzono w 2011 roku.

## Dwór
- dwór przebudowany w 1880 r. przez Jana Sapiehę, spalony w 1914 r. przez armię carską z częścią archiwum różańskiego gromadzonego od XIV w. po 1918 r. Obiekt, otoczony sporym parkiem, nie został odbudowany[9]

## Urodzeni w Biłce
- Józef Lewczak – polski malarz,
- Eustachy Sapieha – polski polityk konserwatywny, minister spraw zagranicznych II Rzeczypospolitej, poseł na sejm II RP,
- Seweryn Uruski – polski szlachcic, heraldyk – prezes Heroldii Królestwa Polskiego, autor 15-tomowego Herbarza szlachty polskiej.

## Związani z Biłką
- Wanda Uruska-Caboga zd. Potocka – polska działaczka społeczna i charytatywna, właścicielka majątku w Biłce[10].
- Wincenty Urban – w latach 1940–1945 rzymskokatolicki proboszcz w Biłce, od 1959 biskup pomocniczy we Wrocławiu[11].